# Megalithische tempel van Ħaġar Qim
De megalithische tempel van Ħaġar Qim IPA: [hæʤər'ʔi:m] staat op een heuveltop twee kilometer ten zuidwesten van het dorp Qrendi op Malta. Het complex dateert uit ca. 3200-2300 v.Chr. in de Tarxien-periode en werd opgegraven in 1839. Het is een van de vele megalithische tempels op de Maltese archipel met niervormige of hoefijzervormige elementen in het grondplan. De archeologe Marija Gimbutas sprak van baarmoedervormen.

## Ligging
Ħaġar Qim heeft uitzicht op zee en op het eiland Filfla. De tempel is gelegen nabij een ander opmerkelijk tempelcomplex, Mnajdra gesitueerd nabij de klifrand vlak aan zee. De omgeving is een typisch mediterrane garrigue die opvalt door woestheid en verlatenheid. De tempels behoren samen tot een erfgoedpark.

## Beschrijving
De heuvel, waarop de tempel is gebouwd, bestaat uit globigerina-kalksteen die veel voorkomt op Malta. Blijkbaar was dit de enig beschikbare steensoort en uitsluitend deze werd in de hele constructie gebruikt, in afwijking van andere Maltese tempels. Aan de zuidkant, waar de zeewind het meest vat heeft op de tempel, is deze zachte steen sterk verweerd.

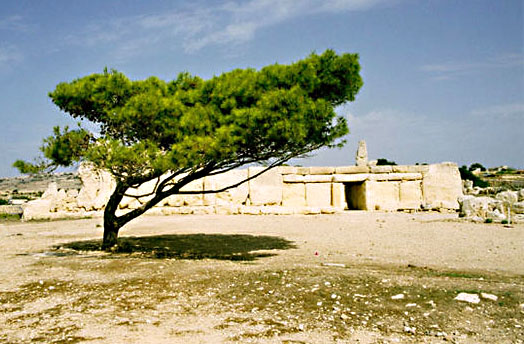
Het voorhof van de Ħaġar Qim-tempel.

In zijn huidige toestand bestaat Ħaġar Qim uit een enkel tempelgebouw. Er is een ruim voorhof. De voorgevel, gevormd uit rechtopstaande grote stenen (orthostaten), wordt in het midden onderbroken door een driestenige (trilithon) toegang met zitbanken aan de twee kanten. Het voorhof en de voorgevel volgen het typische tempelpatroon van de eilanden. Opmerkelijk zijn de grote rechtopstaande stenen op de hoeken. Ze hebben een uitsparing waarin de horizontale liggers erboven passen. De toegang is gebouwd volgens de in Maltese megalithische monumenten gebruikelijke opzet en leidt naar de eerste tempelruimte (A1).
Een van de hoogste rechtopstaande stenen van alle tempels is de voorste achter de rechterhoek van de voorgevel in de buitenste omheiningsmuur. Met zijn 6,40 m lengte wordt hij 20 ton zwaar geraamd. Een rechtopstaande menhir, waarvan de functie onbekend is, heeft een hoogte van 5,20 m.
Het oorspronkelijk eenvoudige ontwerp werd later aanzienlijk aangepast.
De linker apsis van de achterste tempelruimte sluit aan op vier onafhankelijke ingesloten ruimten, B, C, D en E, elk van buitenaf toegankelijk via een aparte ingang. Het is niet duidelijk of de oorspronkelijke structuur vier of vijf apsissen had, daar de eventuele achterste apsis vervangen werd door een doorgang naar buiten toe.
De apsissen in de voorste tempelruimte zijn meer afgeschermd dan dat bij andere tempels het geval is. Doorkijk wordt beperkt door een steen met vierkant gat. D.Trump noemt het "portholes" (patrijspoorten).
De enige hier gevonden decoratie bestaat uit één enkele losse drempelsteen met spiraalvormige motieven zoals die voorkomen in de tempels van Tarxien en een bijzonder fraai vrijstaand altaar waarvan een kopie op de site staat. Het originele altaar wordt bewaard in het archeologisch museum te Valletta.

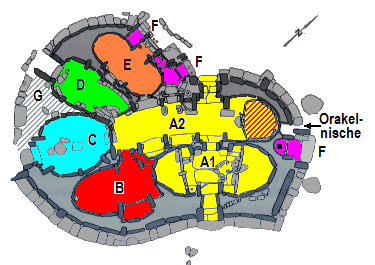
Plattegrond zuidelijk tempelcomplex:
A1: oorspronkelijke tempel met moedergodinbeeld
A2: oude tempel toegevoegd
B: toegankelijk gemaakt vanuit A2
C, D, E hebben eigen toegang van buiten
F: oostelijke buitentempels nabij orakelnissen
G: deel met resten van beelden
De omwalling liet toegang door het publiek tot de buitentempels (F) en de orakelnissen nog toe.

Na de volgende doorgangspoort heeft de rechter apsis van de tweede tempelruimte (A2) nabij de oostelijke orakelnis F een merkwaardige opstelling van lagere rechtopstaande stenen, die een ruimte afscheiden waar mogelijk kleinere dieren (evt. slangen of offerdieren) konden gehouden worden.
De linker apsis heeft een hoog driestenig altaar aan de linkerzijde en drie zuilaltaren, twee rechts en een in een kleine ruimte achterin. Deze apsis is eigenlijk eerder een doorgang naar de vier hierboven vermelde ruimten., Een eerste (B) bestaat uit een tempelruimte met een centrale hof, een nis en een apsis links. Een lage zuil of betyl staat aan het eind van de apsis. Aan de noordkant ligt een meer volledige tempeleenheid (C) bestaande uit een ingang, een hof, een nis en een tweetal apsissen en aan de westkant twee eenvoudige ovale ruimten (D en E).
Verder is er in Ħaġar Qim een kleine structuur met drie omgangen vlak bij de tempel. Dit zou het verblijf van de priester of priesteres kunnen zijn geweest. Er bevinden zich nog andere ruïnes van tempelgebouwen in de omgeving van de hoofdtempel.
Er is haast geen restauratie uitgevoerd, afgezien van terugplaatsing van enkele stenen die verdwenen waren, zoals de latei boven de hoofdingang.

## Vondsten

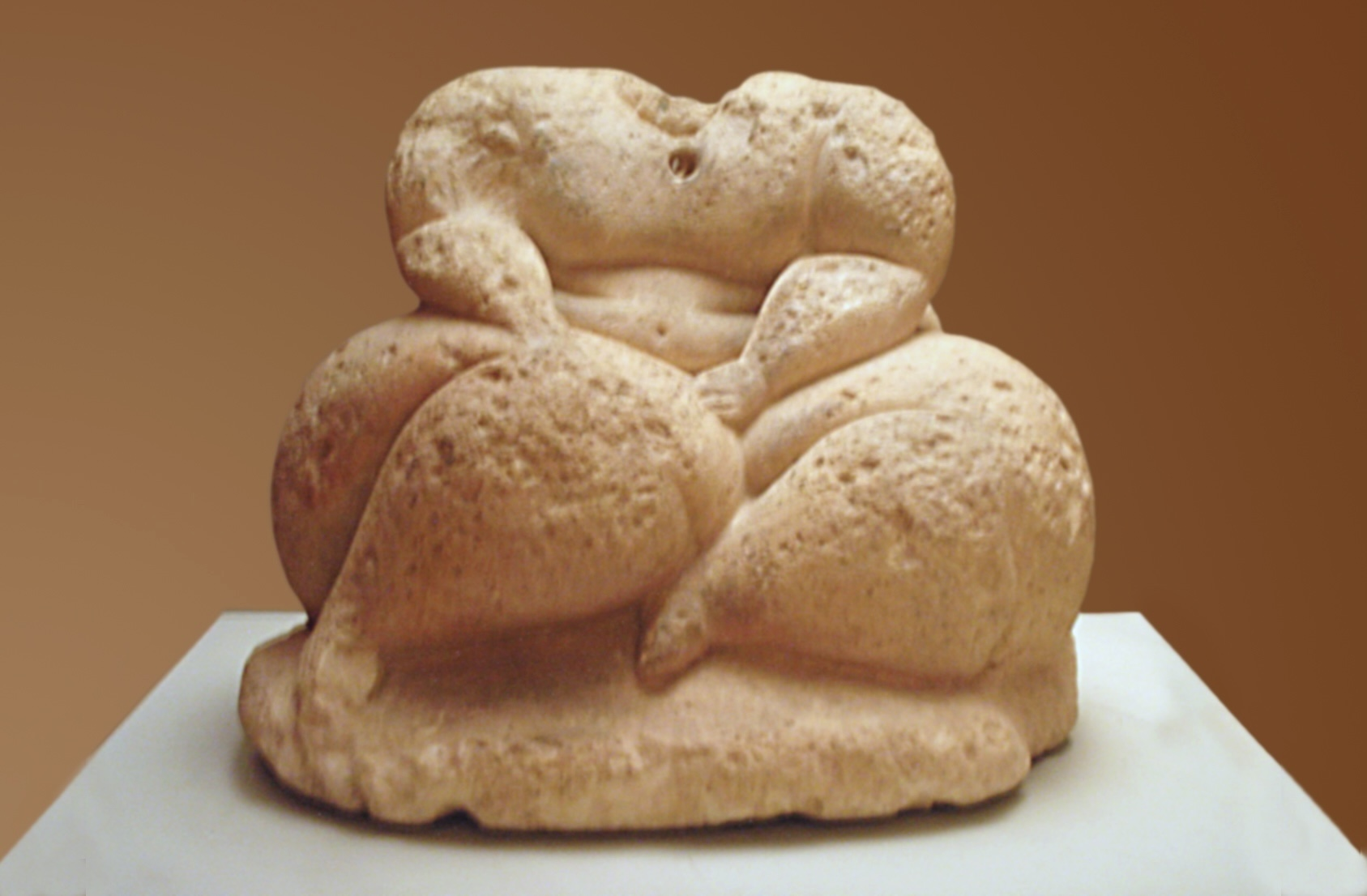
Zittende Fat lady (archeologisch museum Valletta)

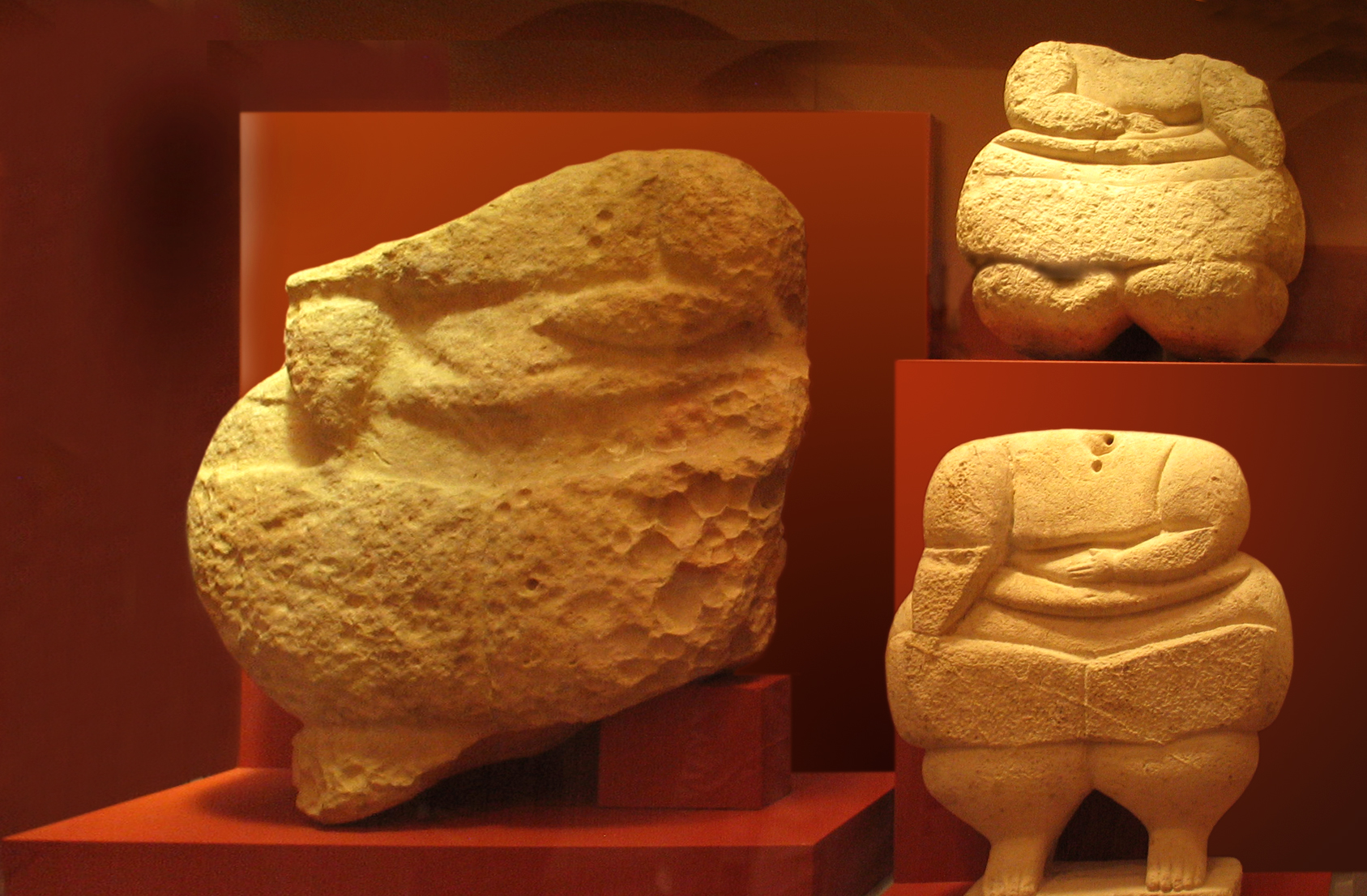
Drie zittende Fat ladies (Archeologisch museum van Valletta)

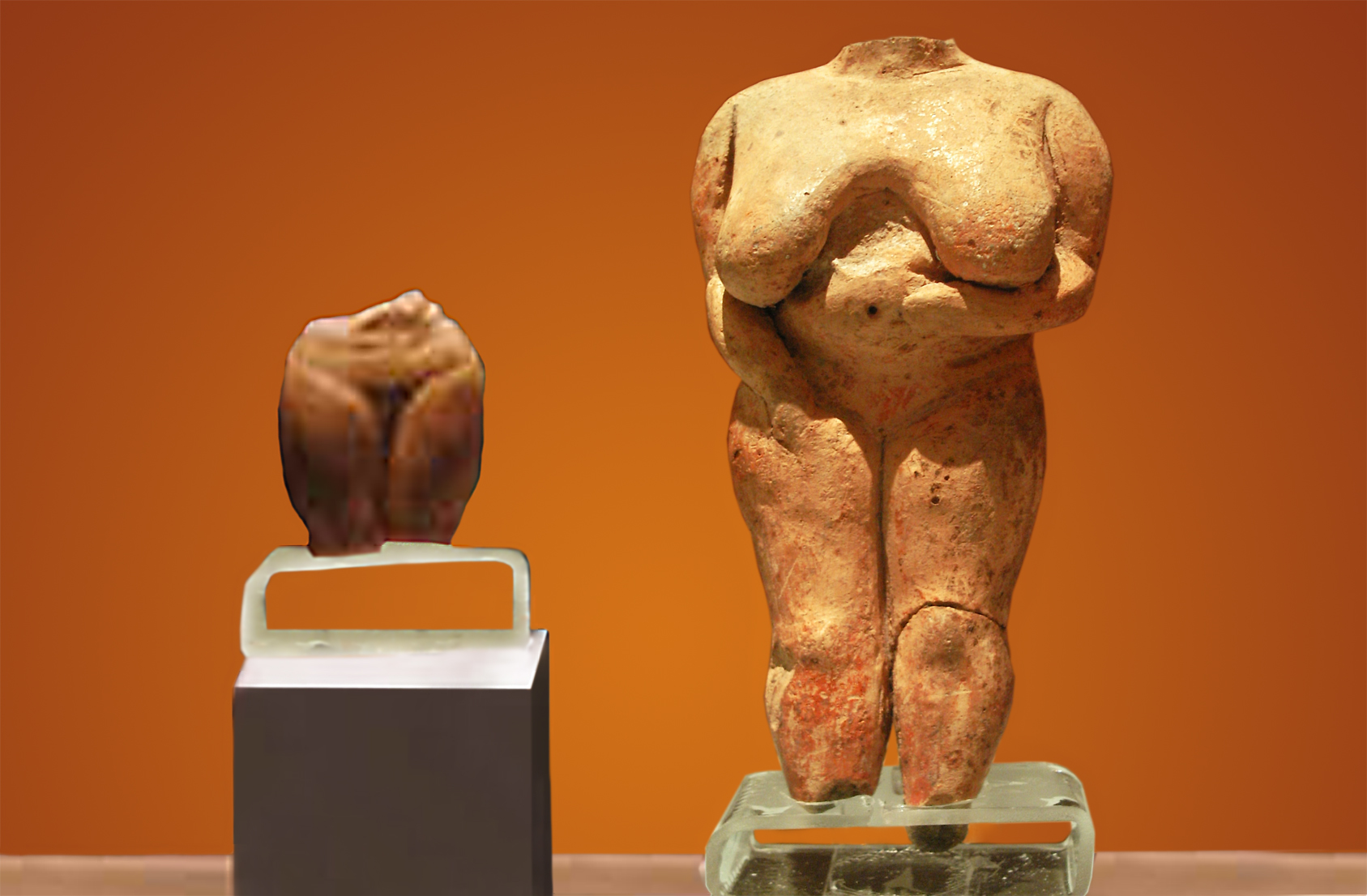
De zogenaamde ‘Venus van Malta’ in het archeologisch museum van Valletta

Er zijn belangrijke archeologische vondsten gedaan in Ħaġar Qim, onder meer een fraai pilaaraltaar, versierd met twee elkaar kruisende spiralen met bloemmotief, twee tafelaltaren en enkele "fat lady" moedergodinbeelden (Venusbeeldjes), thans tentoongesteld in het Nationaal Museum voor Archeologie in Valletta.
Drie rechtopstaande beeldjes van 50 tot 75 cm hebben een plooirok, een arm voor de borst, de andere afhangend. Vijf andere werden in een cache ontdekt.
Zeven dergelijke stenen beeldjes van ongeveer 20 cm hoog lijken op de zittende van Tarxien, sommige met de voeten links opgetrokken, andere rechts. Twee andere hebben gestrekte benen. Al deze beeldjes hebben geen hoofd, maar wel een socket in de nek, waar een hoofd zou in geplaatst kunnen worden en boorgaatjes waardoor een pennetje zou passen om ze vast te houden. De hoofden zijn echter niet teruggevonden. Mogelijk waren ze van vergankelijk materiaal. Er zijn er wel van passende afmeting in andere sites gevonden, gemaakt van gobigerina. Hoofden in terracotta zijn er meerdere gevonden in het hypogeum van Xaghra.

## Juniwende en maan
Opmerkelijk aan de tempel zijn de 4 uitlijningen met de zon en de maan.
Tijdens het opkomen van de zon tijdens de juniwende straalt het zonlicht door een opening en verlicht deze een zijbeuk van de tempel. Diezelfde avond schijnt het zonlicht door een stenen raam en verlicht een nis.
De volle maan staat niet altijd in eenzelfde hoek ten opzichte van de aarde. Dit is een proces dat 18.6 jaar duurt. Zowel bij de laagste als bij de hoogste hoek, is de hoofdas van de tempel perfect in lijn met de maan.
Of de tempel zo bewust werd gebouwd of dat het toeval is, is niet bekend.

## Galerij

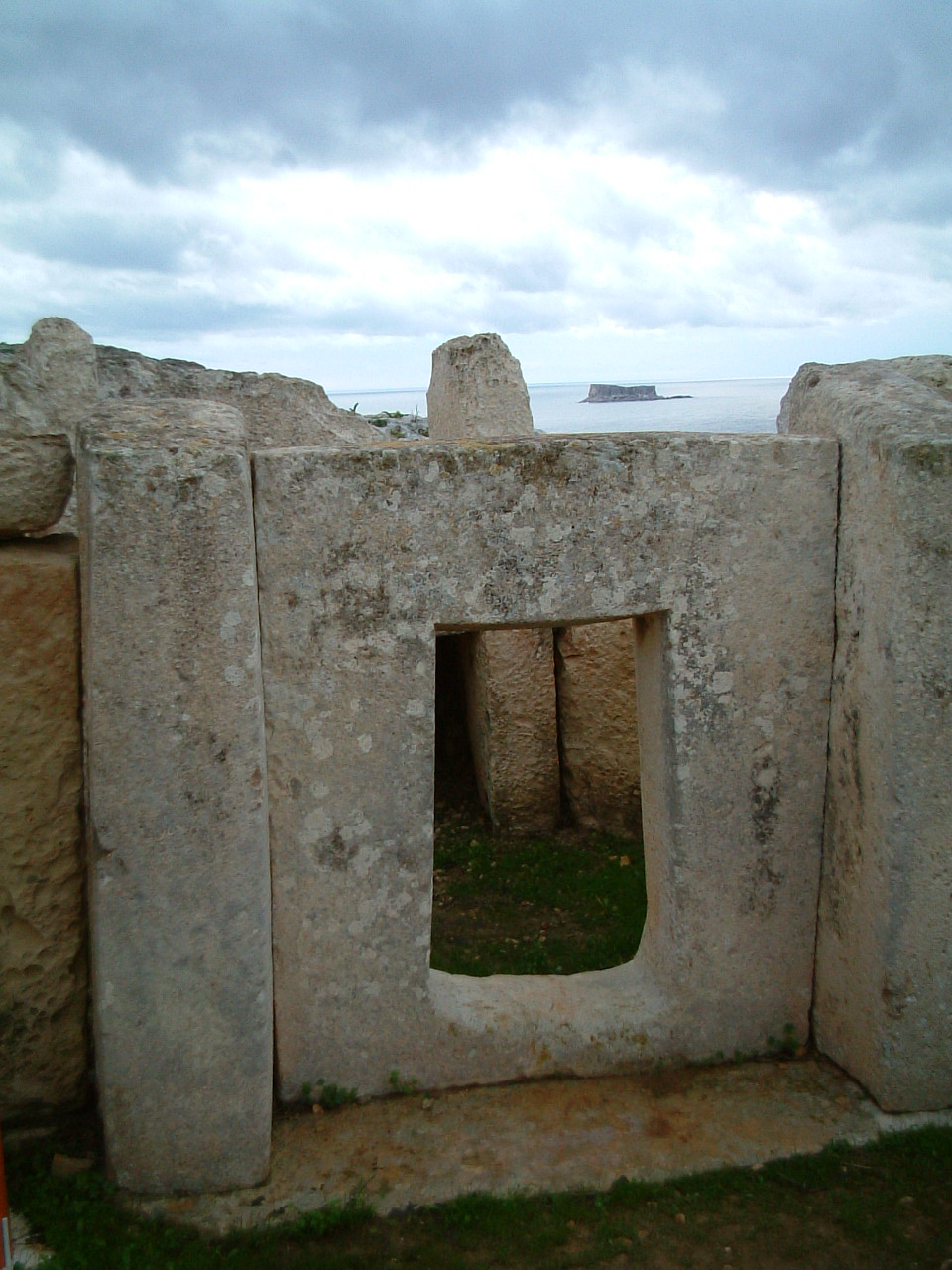
Detail van een deur
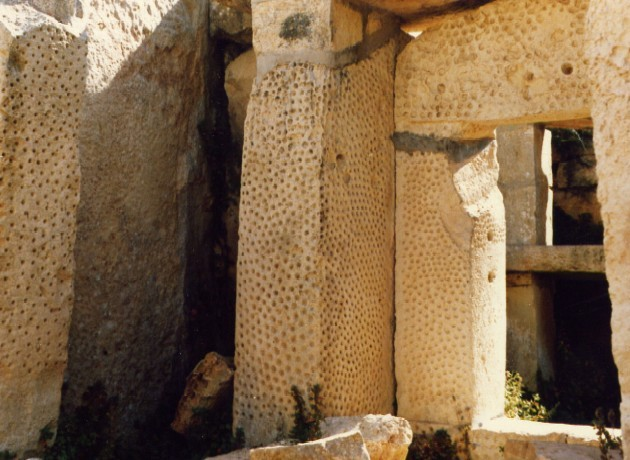
Interne bewerking van de megalithische tempel
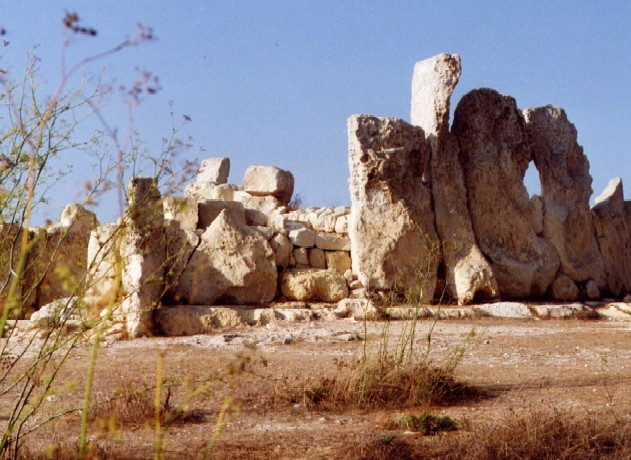
Reuzenstenen zijn gebruikt voor de ruwbouw van de structuur
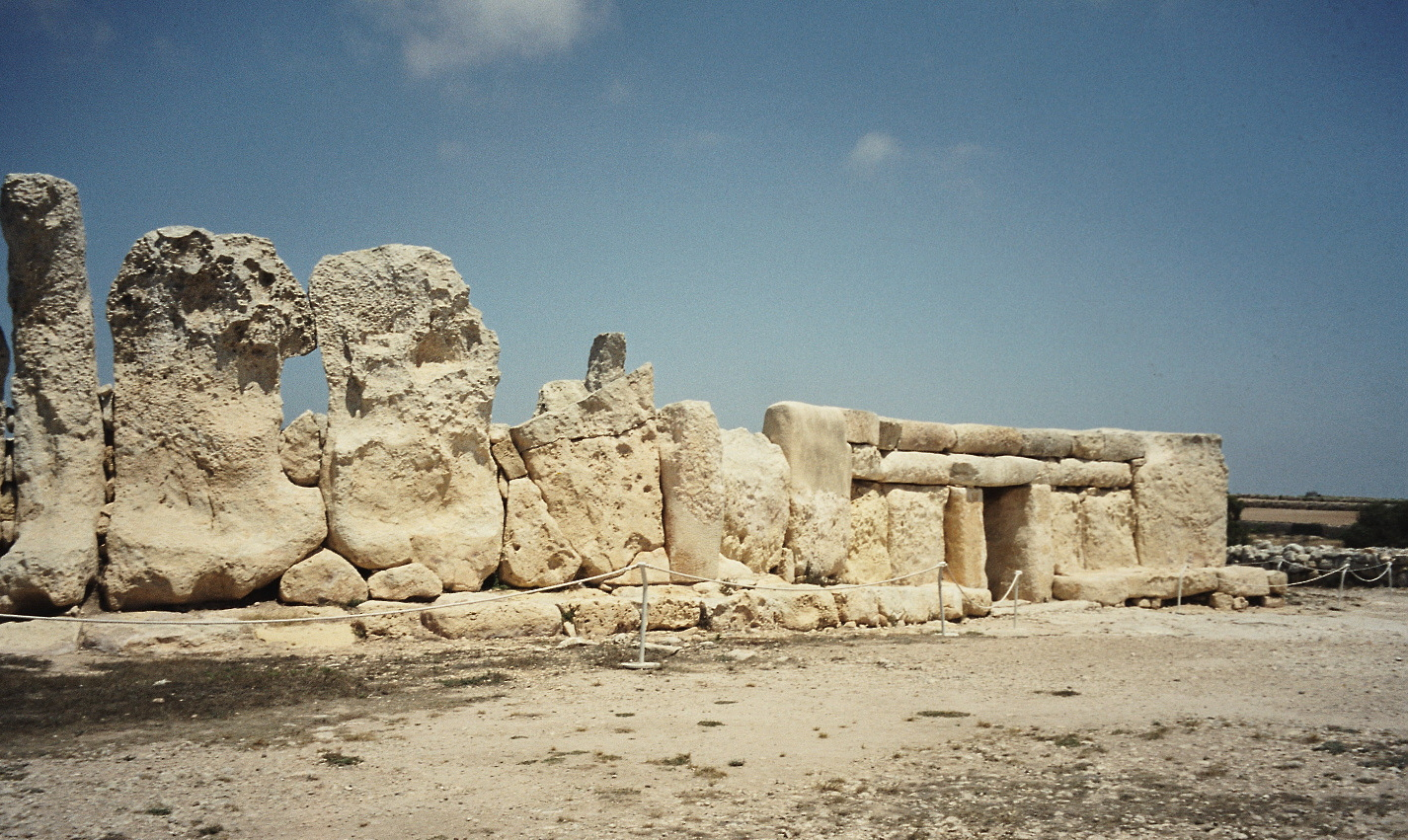
Façade van Ħaġar Qim
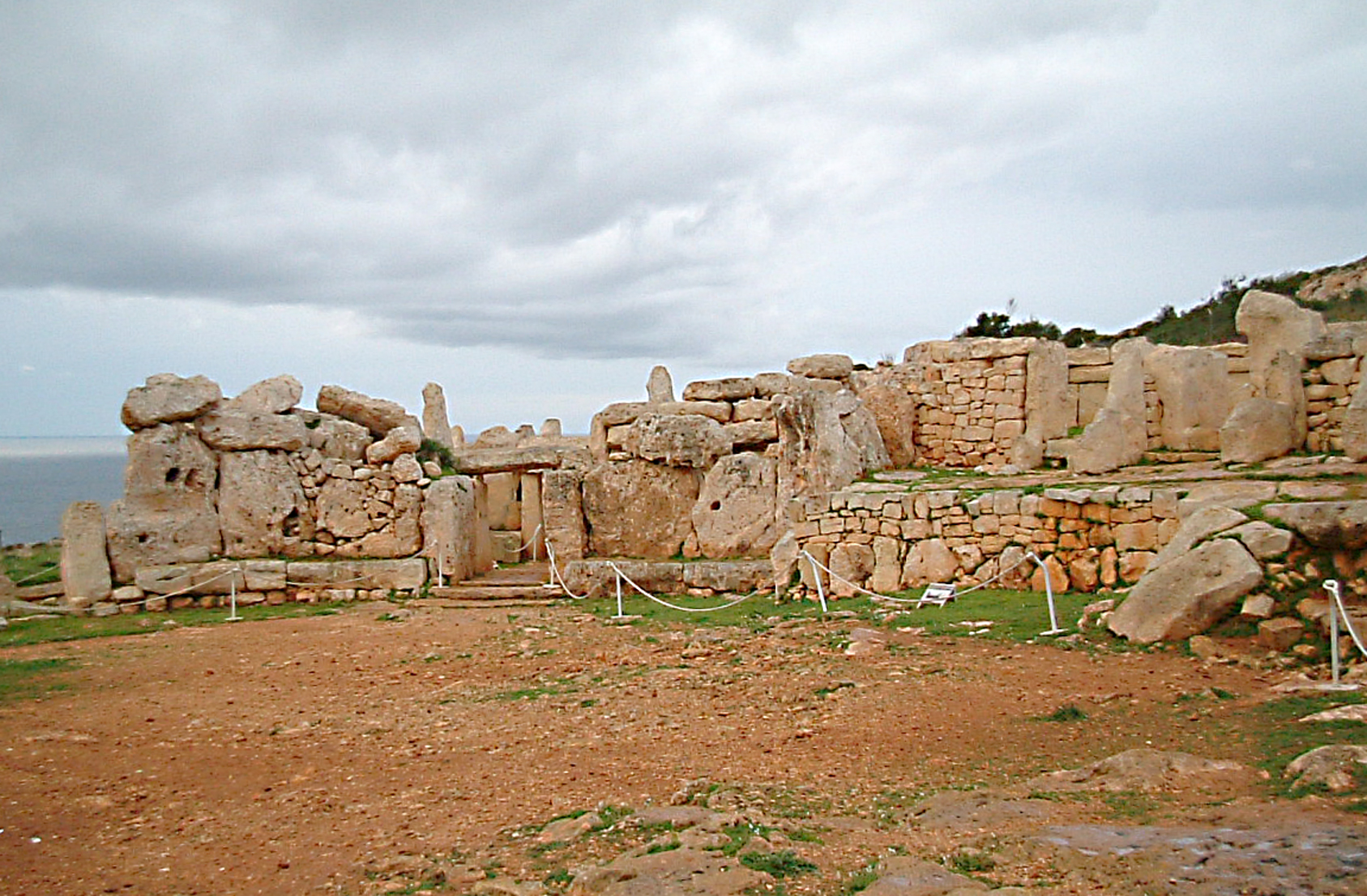
Deel van de megalithische structuur
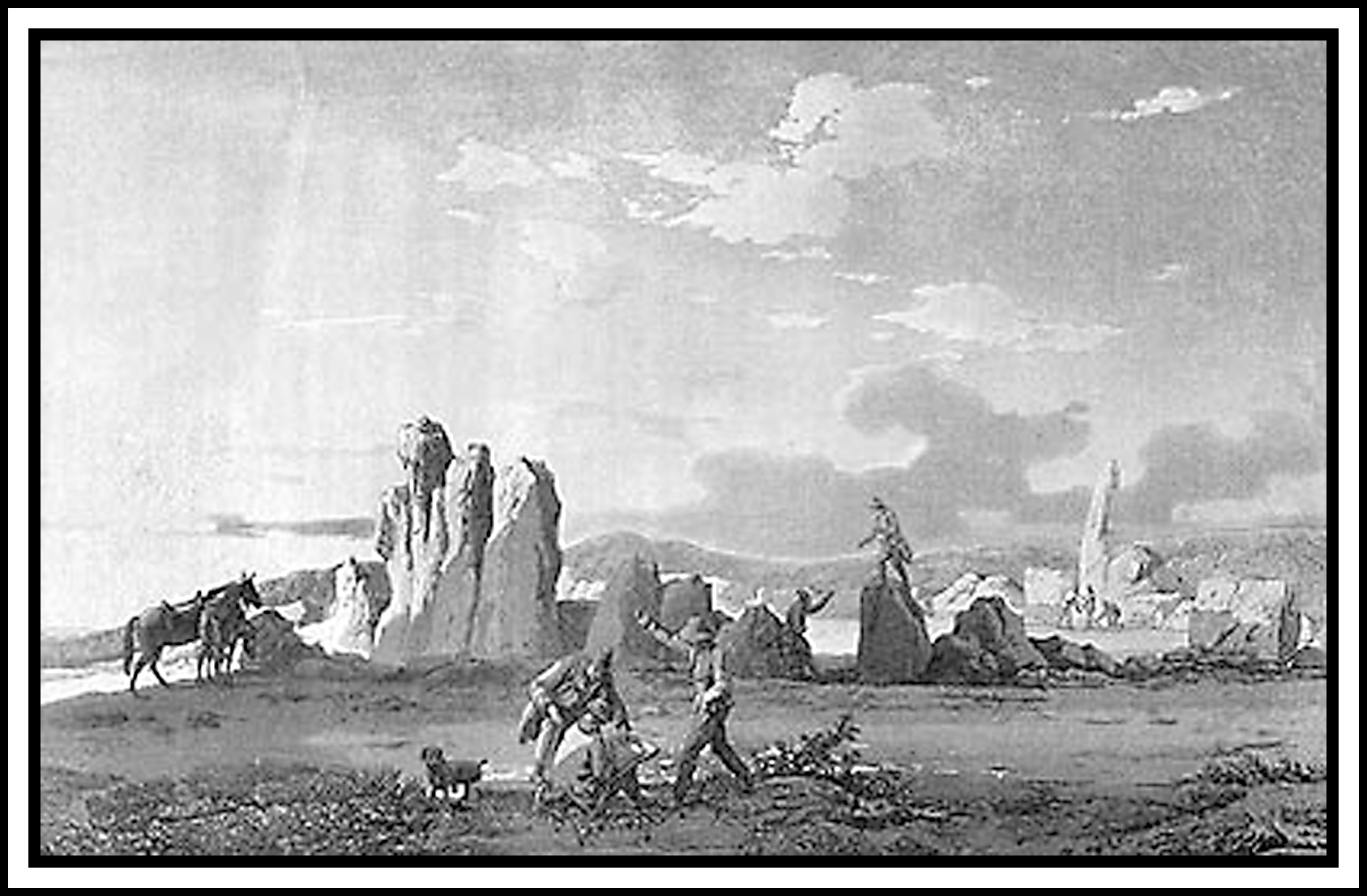
Opgraving uit 1776 van Ħagar Qim door Jean-Pierre Houël
Plattegrond van de tempels
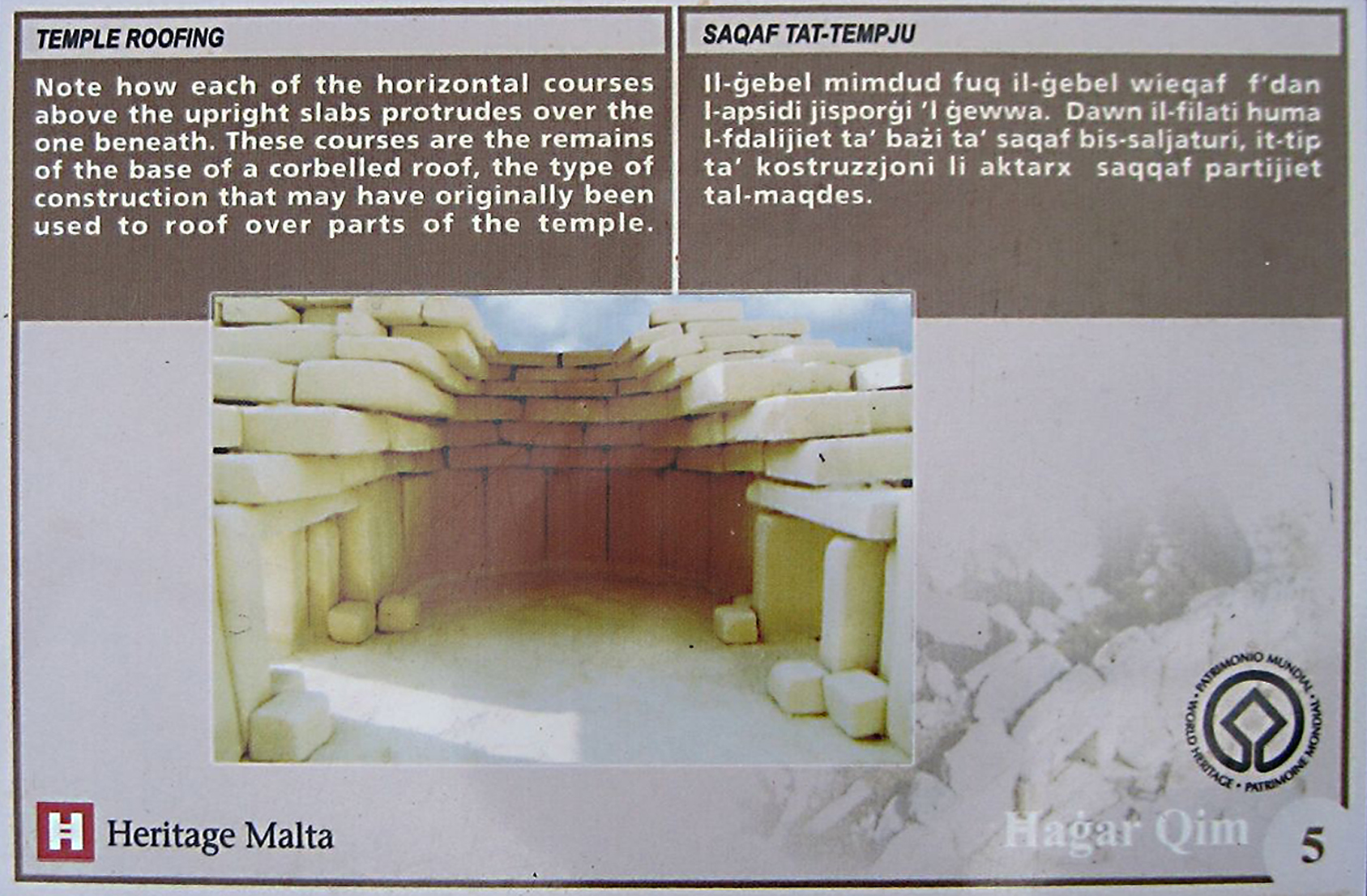
De oorspronkelijke constructie van het tempeldak